# Nacional de Clubes 1993
Il Nacional de Clubes 1993, primo campionato argentino per club di rugby 15 (se si esclude una edizione sperimentale del 1973) è stato vinto dal San Isidro Club (gruppo A) e dall'Olivos (gruppo B)

## Gruppo A
| OTTAVI DI FINALE 9 ottobre 1993 |   |                     |         |
| San Isidro Club                 | - | Jockey Club Rosario | 35 - 22 |
| Los Tordos                      | - | C.U.B.A.            | 43 - 38 |
| Duendes                         | - | Belgrano A.C.       | 69 - 15 |
| Club Newman                     | - | Córdoba AC          | 24 - 39 |

| in grassetto le qualificate |   |                     |         |
| Jockey Club Cordoba         | - | La Plata            | 28 - 38 |
| Alumni                      | - | Tucumán Lawn Tennis | 29 - 24 |
| Hindú Club                  | - | Liceo Mendoza       | 38 - 28 |
| Tucuman RC                  | - | San Cirano          | 66 - 20 |

| QUARTI DI FINALE - 16 ottobre 1993 |   |            |       |
| San Isidro Club                    | - | Los Tordos | 23-9  |
| Duendes                            | - | Córdoba AC | 29-37 |

| in grassetto le qualificate |   |            |       |
| La Plata                    | - | Alumni     | 23-18 |
| Hindú Club                  | - | Tucuman RC | 22-34 |

| SEMIFINALI 23 ottobre |   |            |       |
| San Isidro Club       | - | Córdoba AC | 39-34 |

| in grassetto le qualificate |   |            |       |
| La Plata                    | - | Tucuman RC | 13-27 |

### Finale
| Buenos Aires 7 novembre 1993 | San Isidro Club | 27 – 19 | Tucuman R.C. | Gymnaia y Esgrima |

## Gruppo B
| QUARTI DI FINALE - 17 OTTOBRE |   |                    |       |
| Aranduroga                    | - | Estudiantes Paranà | 45-12 |
| Regatas de Bella Vista        | - | SD Bahia Blanca    | 46-17 |

| in grassetto le qualificate |   |            |       |
| Gimn. y Tiro Salta          | - | Olivos     | 16-19 |
| Univ. San Juan              | - | Pueyrredon | 26-18 |

| SEMIFINALI - 23 OTTOBRE |   |                        |       |
| Aranduroga              | - | Regatas de Bella Vista | 37-22 |

| in grassetto le qualificate |   |                |       |
| Olivos                      | - | Univ. San Juan | 44-13 |

### Finale
| Buenos Aires 7 novembre 1993 | Olivos | 24 – 15 | Aranduroga | Olivos RC |